# عملة فلبينية من فئة عشرة سنتاتفو
عملة العشرة سنتات (10 سنتات) هي فئة من البيزو الفلبيني. كانت أقدم فئة أقل من بيزو واحد متداولة في البلاد، حيث طُرحت عام 1880 خلال الحكم الإسباني للجزر حتى توقف سكها عام 2017. وظلت هذه الفئة عملة قانونية حتى إلغاء تداول سلسلة عملات BSP.

## تاريخ

### الإدارة الإسبانية

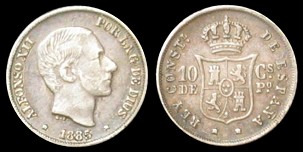
10 سنتيموس، 1864-1885

كانت أول عملة معدنية بقيمة عُشر البيزو هي عملة العشرة سنتيمو التي صدرت بين عامي ١٨٦٤ و١٨٨٨ في عهد الملكة إيزابيل الثانية ملكة إسبانيا، تلتها عملة العشرة سنتيمو التي صدرت بين عامي ١٨٨٠ و١٨٨٥ في عهد الملك ألفونسو الثاني عشر . نُقش على وجه العملة الأخيرة عبارة "ألفونسو الثاني عشر بنعمة الله" وسنة سكها. أما الوجه الآخر، فقد حمل شعار نبالة قشتالة ومملكة ليون. وحوله نُقش "ملك إسبانيا" وفئة العشرة سنتيمو من البيزو.

### إدارة الولايات المتحدة

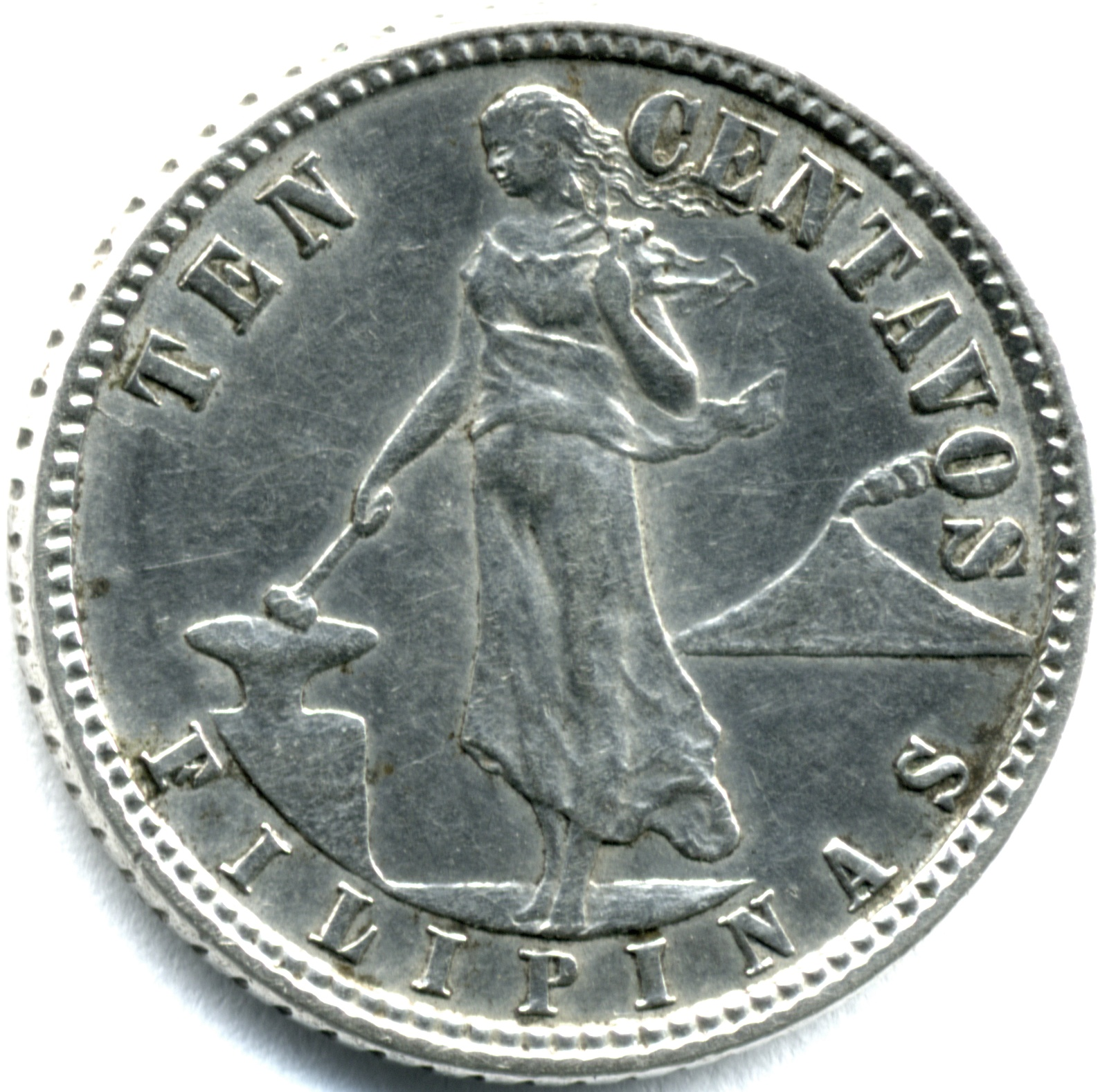
10 سنتافو صدرت في الفترة من 1907 إلى 1945

في عام 1903، سُكت عملة معدنية بقيمة 10 سنتافو تعادل 0٫05 دولار أمريكي للفلبين، ووزنها 2.7 غرام (0.095 أونصة) من الفضة النقية عيار ٠.٩. خُفِّضت مواصفاتها من عام ١٩٠٧ إلى 2.0 غرام (0.071 أونصة) من الفضة النقية عيار 0.75؛ وقد سُكت حتى عام 1945.

### استقلال

#### المسلسلات الانجليزية
في عام ١٩٥٨، استُؤنف سكّ السنتافو مع شعار النبالة الجديد على الوجه الآخر. وعُدِّل النقش المحيط بالشعار إلى "البنك المركزي للفلبين".

#### سلسلة الفلبينيين
في عام ١٩٦٩، ظهرت اللغة التاغالوغية على العملة لأول مرة. وظهر على وجهها صورة فرانسيسكو بالتازار، المعروف أيضًا باسم فرانسيسكو بالاغتاس، وهو شاعر فلبيني بارز يُعتبر على نطاق واسع أحد أعظم الحائزين على جوائز الأدب الفلبيني لتأثيره على الأدب الفلبيني، في صورة جانبية إلى اليسار. أما النقش المحيط بالدرع على ظهرها، فيُظهر "جمهورية الفلبين".

#### سلسلة أنج باجونج ليبونان
سُكّت عملة معدنية ثانية تحمل صورة بالتازار بين عامي ١٩٧٥ و١٩٨٣. نُقل اسم الجمهورية إلى وجه العملة، وأصبح بالتازار الآن متجهًا إلى اليمين. كُتب على ظهرها "أنج باجونج ليبونان". أما الإصدارات من عام ١٩٧٩ إلى عام ١٩٨٢، فقد حملت علامة دار السك أسفل فئة ١٠ سنتافو.

#### سلسلة النباتات والحيوانات
بين عامي ١٩٨٣ و١٩٩٤، صدرت عملة جديدة تحمل صورة بالتازار مجددًا إلى اليسار، ونُقلت الفئة إلى الوجه الخلفي مع التاريخ على الوجه. ويظهر على الوجه الخلفي صورة بانداكا بيغمايا .

#### سلسلة عملات BSP
الإصدار الحالي سُكّ منذ عام ١٩٩٥، وهو نحاسي اللون. لا يحمل أي صورة بشرية. يحمل الوجه الخلفي شعار البنك المركزي الفلبيني لعام ١٩٩٣. اسم الجمهورية والتاريخ والفئة النقدية جميعها مكتوبة على الوجه الأمامي.

#### سلسلة عملات الجيل الجديد
أعلن بنك BSP في عام 2017 أن عملة العشرة سنتافو لن تُدرج في هذه السلسلة، وأنه سيوقف تداول هذه العملة.  ستظل عملة سلسلة BSP مستخدمة حتى يُلغى تداول هذه السلسلة.

### تاريخ الإصدار
|            | المسلسلات الانجليزية (1958–1967) | سلسلة الفلبينيين (1969–1974) | سلسلة أنج باجونج ليبونان (1975–1983) | سلسلة النباتات والحيوانات (1983–1994) | سلسلة عملات BSP (1995–2017) |
| ---------- | -------------------------------- | ---------------------------- | ------------------------------------ | ------------------------------------- | --------------------------- |
| وجه العملة |                                  |                              |                                      |                                       |                             |
| يعكس       |                                  |                              |                                      |                                       |                             |